# Габер (Софийска област)
 За другото българско село вижте Габер (Област Добрич).  
Га̀бер е село в Западна България. То се намира в Община Драгоман, Софийска област.

## География
Намира с в областта Бурел, в близост до границата ни със Сърбия. Средната надморска височина на Бурел е 765 метра.
Почвената покривка е разнообразна. Най-типични почви са смолниците, които са богати на хумус.
За Габер и областта е характерна растителност, принадлежаща към Балканската флористична провинция на Европейската широколистна горска област. Тревната покривка е най-разнообразна: цветя, билки и гъби. Наред с познатите билки и цветя, тук се срещат и по-редките видове, някои дори включени в „Червената книга“ на България.

## История
Името на селото произхожда от гората от габъри, която се намира на хълма Камик, непосредствено зад селото.
Преди години селото е било общински център. Близо до Габер е преминавал древният римски път Виа Диагоналис. След Освобождението Габер е най-голямото село в областта Бурел. То наброява около 100 къщи и става общинския център на Бурелската котловина. В Габерската община влизат селата Владиславци (тогава Владисловци), Чорул, Драгоил, Драгоман (селото), по-късно и гара Драгоман, Ярловци, Чуковезер, Бахалин, Табан, Камбелевци, Драготинци, Цацаровци, Ялботина, Чеканец, Манаф Чифлик (сега Начево), Дреатин, Неделище, Несла, Круша, Грълска падина и Вишан. Първият кмет на Габерска община след Освобождението е Сокол Матеев, най-богатият човек в Бурела. Той подарява парцела за построяване на училището. След години синът му Петър Соколов Матеев /1881-1965 г./ е избран за кмет на Габер през 1919 г. По-късно синът на Петър Матеев и внук на Сокол Матеев – Евтим Петров Соколов /1914-1997 г./ също става кмет на Община Габер със седем съставни села: Габер, Владиславци, Чорул, Камбелевци, Цацоровци, Ялботина и Чеканец, а в периода 1946-1949 г. е кмет на Община Драгоман.
Печатът на Габерската община от онова време е кръгъл с надпис от едната страна „Брезничка околия“ и срещу него „Трънско окръжие“. В средата на печата на три реда е надписът: „Габерска селска община“.
По време на сръбско-българската война през 1885 г. щабът на сръбската армия и предводителят ѝ крал Милан се настаняват в Габер в единствения двуетажен дом по онова време в областта Бурел, който е бил собстеност на Магдалена Соколова, по прякор Мака, вдовица на Матей Соколов. Пред нея крал Милан, изрича прословутата си фраза: „Хайде, Магдалена, сега на черно кафе, а утре в София ще пием бяло кафе“. В Бурела се говори, че Мака Соколова, е сложила отрова в кафето, което приготвяла на крал Милан. Тази мълва от онова време все още битува сред възрастните жители на района. Такъв исторически факт няма, тъй като кафето е било приготвяно от свитата на краля, но народната фантазия в такива случаи е богата, особено, когато става дума за възмездие срещу опиталият се да стане завоевател.

## Население
| 1880       | 318  |
| 1892       | 411  |
| 1900       | 444  |
| 1910       | 503  |
| 1929       | 558  |
| 1934       | 654  |
| 1946       | 695  |
| 1956       | 1012 |
| 1965       | 1121 |
| 1975       | 954  |
| 1985       | 904  |
| 1992       | 756  |
| 2001       | 641  |
| 2011       | 541  |
| Източници: |      |

В България за организирано събиране на данни за населението може да се говори след Освобождението от 1878 г. Първото преброяване на населението в Княжество България е проведено през 1880 г. До края на XIX век са извършени още две преброявания – 1887 и 1892 г. Към 31 декември 1900 г. се провежда преброяване на населението с програма, която е значително по-усъвършенствана в сравнение с предходните, като заедно с това е съобразена с решенията на Международния статистически институт. Преброяването обхваща населението, жилищните и нежилищните сгради и домашните животни. Може да се приеме, че преброяването от 1900 г. се използва като своеобразен модел за всички следващи преброявания до това от 1946 г.

По данни от първото преброяване на населението, през 1880 г. в с. Габер живеят 318 жители.

## Културни и природни забележителности
- Народно читалище „Христо Ботев“ (действащо)
- ОУ „Св. св. Кирил и Методий“ (затворено)
- ЦДГ „Радост“ (затворена)

### Църква „Света Троица“
След завръщането си от участието в Първата световна война като артилерист-гаубичар, произведен в чин ефрейтор, Петър Соколов е избран за кмет на Габер. През 1919 година той създава Комитет за построяването на черква. И остава секретар на този комитет до построяването ѝ. Строителството на храма „Света Троица“ в село Габер започва през 1925 година. Основният камък е положен от поп Христо. Храмът е осветен през 1932 година при поп Стоимен и кмета на селото Михаил Манов. Стенописите са изработени от учителя по рисуване Грънчаров. Черквата е построена единствено с труда и помощите на габерци. Всички са давали своята дан за доброто начинание. Ето имената на някои от тях: дядо Коле Гигов – обикалял цяла България, за да събира помощи; Михаил Манов, Алекси Раденков и Арсо Антов – кметове на селото; Милош Гьорев и много други хора от всички фамилии в селото и околните села – помогнали с труд и средства. Камбаната е купена от Рангел Данев. Мястото, където е построена черквата, е избрано така, че да се вижда от всички села наоколо чак до съседна Сърбия.

## Редовни събития
Събор на празника на Света Троица.

## Личности
- Евтим Соколов – общественик, бивш кмет на Драгоман.
- Иван Симов – професор, ветеринарни науки.
- Петър Евтимов – журналист, дипломат, писател.

## Други
- Мина „Бели брег“ (старо име на мина „Болшевик“) – добив на въглища
- Завод „Гуми еко“ – преработка на стари автомобилни гуми.